# Protopaussus
Protopaussus es un género de escarabajos terrestres de la familia Carabidae, el único género de la tribu Protopaussini. Se encuentra en Indomalaya y Asia templada.  

## Especies
Estas nueve especies pertenecen al género Protopaussus:
- Protopaussus almorensis Champion, 1923 (India y Nepal)
- Protopaussus bakeri Heller, 1914[1]  (Filipinas)
- Protopaussus feae Gestro, 1892[2]  (Myanmar)
- Protopaussus javanus Wasmann, 1912[3]  (Indonesia)
- Protopaussus jeanneli Luna de Carvalho, 1960[4]  (Borneo, Indonesia y Laos)
- Protopaussus kaszabi Luna de Carvalho, 1967[4]  (Taiwán y Asia templada)
- Protopaussus vignai Nagel, 2018[5]  (Nepal)
- Protopaussus walkeri Waterhouse, 1897[6]  (China)
- † Protopaussus pristinus Nagel[5], 1987